# Formule 1 v roce 1985
Ve Formuli 1 v roce 1985 se uskutečnilo celkem 16 závodů Grand Prix. Mistrem světa se stal Alain Prost s vozem McLaren-TAG Porsche MP4/2B.

## Pravidla
- Boduje prvních šest jezdců podle klíče:
  - 1. 9 bodů
  - 2. 6 bodů
  - 3. 4 body
  - 4. 3 body
  - 5. 2 body
  - 6. 1 bod
- Do konečné klasifikace se započítává pouze 5 nejlepších výsledků z každé poloviny.
- Technika – motor 1500 cm³ s přeplňováním nebo 3000 cm³ bez přeplňování.
- Hmotnost – minimálně 575 kg

## Složení týmů
| Číslo                                    | Pilot | Třetí pilot                                                           | Testovací pilot                                                       |
| ---------------------------------------- | --- | --------------------------------------------------------------------- | --------------------------------------------------------------------- |
| McLaren (Marlboro McLaren International) | McLaren (Marlboro McLaren International)                                                                 | Model: MP4/2B Motor: TAG TTE-P01 V6 turboPneumatiky: Goodyear         | Model: MP4/2B Motor: TAG TTE-P01 V6 turboPneumatiky: Goodyear         |
| 1 2                                      | Niki Lauda John Watson Alain Prost                                                                       | Není                                                                  | Není                                                                  |
| Tyrrell (Tyrrell Racing Organisation)    | Tyrrell (Tyrrell Racing Organisation)                                                                    | Model: 012 Motor: Ford DFV V8Pneumatiky: Goodyear                     | Model: 012 Motor: Ford DFV V8Pneumatiky: Goodyear                     |
| 3 4                                      | Martin Brundle Stefan Bellof Martin Brundle Stefan Johansson Stefan Bellof Ivan Capelli Philippe Streiff | Není                                                                  | Není                                                                  |
| Williams (Canon Williams Honda Team)     | Williams (Canon Williams Honda Team)                                                                     | Model: FW10 Motor: Honda RA 163 E V6 turbo Pneumatiky: Goodyear       | Model: FW10 Motor: Honda RA 163 E V6 turbo Pneumatiky: Goodyear       |
| 5 6                                      | Nigel Mansell Keke Rosberg                                                                               | Není                                                                  | Není                                                                  |
| Brabham (Motor Racing Developments Ltd)  | Brabham (Motor Racing Developments Ltd)                                                                  | Model: BT54 Motor: BMW M12/13 L4 Turbo Pneumatiky: Pirelli            | Model: BT54 Motor: BMW M12/13 L4 Turbo Pneumatiky: Pirelli            |
| 7 8                                      | Nelson Piquet Francois Hisnault Marc Surer                                                               | Není                                                                  | Není                                                                  |
| RAM (Skoal Bandit Formula 1 Team)        | RAM (Skoal Bandit Formula 1 Team)                                                                        | Model: 03 Motor: Hart 415 T L4 Turbo Pneumatiky: Pirelli              | Model: 03 Motor: Hart 415 T L4 Turbo Pneumatiky: Pirelli              |
| 9 10                                     | Manfred Winkelhock Philippe Alliot Kenny Acheson                                                         | Není                                                                  | Není                                                                  |
| Lotus (John Player Special Team Lotus)   | Lotus (John Player Special Team Lotus)                                                                   | Model: 97 T Motor: Renault EF4 V6 Turbo Pneumatiky: Goodyear          | Model: 97 T Motor: Renault EF4 V6 Turbo Pneumatiky: Goodyear          |
| 11 12                                    | Elio De Angelis Ayrton Senna                                                                             | Není                                                                  | Není                                                                  |
| Renault (Equipe Renault Elf)             | Renault (Equipe Renault Elf)                                                                             | Model: RE 60 Motor: Renault EF4 V6 Turbo Pneumatiky: Goodyear         | Model: RE 60 Motor: Renault EF4 V6 Turbo Pneumatiky: Goodyear         |
| 14 15 16                                 | François Hesnault Patrick Tambay Derek Warwick                                                           | Není                                                                  | Není                                                                  |
| Arrows(Barclay Arrows BMW)               | Arrows(Barclay Arrows BMW)                                                                               | Model: A8 Motor: BMW M12/13 L4 Turbo Pneumatiky: Goodyear             | Model: A8 Motor: BMW M12/13 L4 Turbo Pneumatiky: Goodyear             |
| 17 18                                    | Gerhard Berger Thierry Boutsen                                                                           | Není                                                                  | Není                                                                  |
| Toleman(Toleman Group Motorsport)        | Toleman(Toleman Group Motorsport)                                                                        | Model: TG 185 Motor: Hart 415 T L4 Turbo Pneumatiky: Pirelli          | Model: TG 185 Motor: Hart 415 T L4 Turbo Pneumatiky: Pirelli          |
| 19 20                                    | Teo Fabi Piercarlo Ghinzani                                                                              | Není                                                                  | Není                                                                  |
| Spirit (Spirit Enterprises Ltd)          | Spirit (Spirit Enterprises Ltd)                                                                          | Model: 101 D Motor: Hart 415 T L4 Turbo Pneumatiky: Pirelli           | Model: 101 D Motor: Hart 415 T L4 Turbo Pneumatiky: Pirelli           |
| 21                                       | Mauro Baldi                                                                                              | Není                                                                  | Není                                                                  |
| Alfa Romeo(Benetton Team Alfa Romeo)     | Alfa Romeo(Benetton Team Alfa Romeo)                                                                     | Model: 185 T Motor: Alfa Romeo 890 T V8 Turbo Pneumatiky: Goodyear    | Model: 185 T Motor: Alfa Romeo 890 T V8 Turbo Pneumatiky: Goodyear    |
| 22 23                                    | Riccardo Patrese Eddie Cheever                                                                           | Není                                                                  | Není                                                                  |
| Osella (Osella Squadra Corse)            | Osella (Osella Squadra Corse)                                                                            | Model: FA1G Motor: Alfa Romeo 890 T V8 Turbo Pneumatiky: Pirelli      | Model: FA1G Motor: Alfa Romeo 890 T V8 Turbo Pneumatiky: Pirelli      |
| 24                                       | Piercarlo Ghinzani Huub Rothengatter                                                                     | Není                                                                  | Není                                                                  |
| Ligier(Equipe Ligier Gitanes)            | Ligier(Equipe Ligier Gitanes)                                                                            | Model: JS 25 Motor: Renault EF4 V6 Turbo Pneumatiky: Pirelli          | Model: JS 25 Motor: Renault EF4 V6 Turbo Pneumatiky: Pirelli          |
| 25 26                                    | Andrea de Cesaris Philippe Streiff Jacques Laffite                                                       | Není                                                                  | Není                                                                  |
| Ferrari (Scuderia Ferrari SpA SEFAC)     | Ferrari (Scuderia Ferrari SpA SEFAC)                                                                     | Model: 165/85 Motor: Ferrari Tipo 031/2 V6 Turbo Pneumatiky: Goodyear | Model: 165/85 Motor: Ferrari Tipo 031/2 V6 Turbo Pneumatiky: Goodyear |
| 27 28                                    | Michele Alboreto René Arnoux Stefan Johansson                                                            | Není                                                                  | Není                                                                  |
| Minardi(Minardi Team)                    | Minardi(Minardi Team)                                                                                    | Model: M 185 Motor: Motori Moderni V6 Turbo Pneumatiky: Pirelli       | Model: M 185 Motor: Motori Moderni V6 Turbo Pneumatiky: Pirelli       |
| 29                                       | Pierluigi Martini                                                                                        | Není                                                                  | Není                                                                  |
| Zakspeed (West Zakspeed Racing)          | Zakspeed (West Zakspeed Racing)                                                                          | Model: 841 Motor: Zakspeed L4 Turbo Pneumatiky: Goodyear              | Model: 841 Motor: Zakspeed L4 Turbo Pneumatiky: Goodyear              |
| 30                                       | Jonathan Palmer Christian Danner                                                                         | Není                                                                  | Není                                                                  |
| Lola(Team Haas (USA) Ltd)                | Lola(Team Haas (USA) Ltd)                                                                                | Model: THL 1 Motor: Hart 415 T L4 Turbo Pneumatiky: Goodyear          | Model: THL 1 Motor: Hart 415 T L4 Turbo Pneumatiky: Goodyear          |
| 33                                       | Alan Jones                                                                                               | Není                                                                  | Není                                                                  |

- Seznam jezdců Formule 1
- Seznam konstruktérů Formule 1

## Velké ceny
| Datum              | Grand Prix                                  | Náhled | Akce             | Jezdec                     | Vůz                        | Stav MS          |
| ------------------ | ------------------------------------------- | ------ | ---------------- | -------------------------- | -------------------------- | ---------------- |
| 1. GP 7. duben     | Brazílie Jacarepaguá (Výsledky)             |        | Závod            | Alain Prost                | McLaren-TAG Porsche MP4/2B | Alain Prost      |
| 1. GP 7. duben     | Brazílie Jacarepaguá (Výsledky)             | Kolo   | Alain Prost      | McLaren-TAG Porsche MP4/2B |                            | Alain Prost      |
| 1. GP 7. duben     | Brazílie Jacarepaguá (Výsledky)             | Pole   | Michele Alboreto | Ferrari 156/85             |                            | Alain Prost      |
| 2. GP 21. duben    | Portugalsko Estoril (Výsledky)              |        | Závod            | Ayrton Senna               | Lotus-Renault 97T          | Michele Alboreto |
| 2. GP 21. duben    | Portugalsko Estoril (Výsledky)              | Kolo   | Michele Alboreto | Ferrari 156/85             |                            | Michele Alboreto |
| 2. GP 21. duben    | Portugalsko Estoril (Výsledky)              | Pole   | Ayrton Senna     | Lotus-Renault 97T          |                            | Michele Alboreto |
| 3. GP 5. květen    | San Marino Imola (Výsledky)                 |        | Závod            | Elio de Angelis            | Ferrari 126C4              | Elio de Angelis  |
| 3. GP 5. květen    | San Marino Imola (Výsledky)                 | Kolo   | René Arnoux      | Ferrari 126C4              |                            | Elio de Angelis  |
| 3. GP 5. květen    | San Marino Imola (Výsledky)                 | Pole   | Michele Alboreto | Ferrari 156/85             |                            | Elio de Angelis  |
| 4. GP 19. květen   | Monako Circuit de Monaco (Výsledky)         |        | Závod            | Alain Prost                | McLaren-TAG Porsche MP4/2B | Elio de Angelis  |
| 4. GP 19. květen   | Monako Circuit de Monaco (Výsledky)         | Kolo   | Michele Alboreto | Ferrari 156/85             |                            | Elio de Angelis  |
| 4. GP 19. květen   | Monako Circuit de Monaco (Výsledky)         | Pole   | Ayrton Senna     | Lotus-Renault 97T          |                            | Elio de Angelis  |
| 5. GP 16. červen   | Kanada Circuit Gilles Villeneuve (Výsledky) |        | Závod            | Michele Alboreto           | Lotus-Renault 97T          | Michele Alboreto |
| 5. GP 16. červen   | Kanada Circuit Gilles Villeneuve (Výsledky) | Kolo   | Ayrton Senna     | Lotus-Renault 97T          |                            | Michele Alboreto |
| 5. GP 16. červen   | Kanada Circuit Gilles Villeneuve (Výsledky) | Pole   | Elio de Angelis  | Lotus-Renault 97T          |                            | Michele Alboreto |
| 6. GP 23. červen   | Detroit (Výsledky)                          |        | Závod            | Keke Rosberg               | Williams-Honda FW10        | Michele Alboreto |
| 6. GP 23. červen   | Detroit (Výsledky)                          | Kolo   | Ayrton Senna     | Lotus-Renault 97T          |                            | Michele Alboreto |
| 6. GP 23. červen   | Detroit (Výsledky)                          | Pole   | Ayrton Senna     | Lotus-Renault 97T          |                            | Michele Alboreto |
| 7. GP 28. květen   | Francie Paul-Ricard (Výsledky)              |        | Závod            | Nelson Piquet              | Brabham-BMW BT54           | Michele Alboreto |
| 7. GP 28. květen   | Francie Paul-Ricard (Výsledky)              | Kolo   | Keke Rosberg     | Williams-Honda FW10        |                            | Michele Alboreto |
| 7. GP 28. květen   | Francie Paul-Ricard (Výsledky)              | Pole   | Keke Rosberg     | Williams-Honda FW10        |                            | Michele Alboreto |
| 8. GP 21. červenec | Velká Británie Silverstone (Výsledky)       |        | Závod            | Alain Prost                | McLaren-TAG Porsche MP4/2B | Michele Alboreto |
| 8. GP 21. červenec | Velká Británie Silverstone (Výsledky)       | Kolo   | Alain Prost      | McLaren-TAG Porsche MP4/2B |                            | Michele Alboreto |
| 8. GP 21. červenec | Velká Británie Silverstone (Výsledky)       | Pole   | Keke Rosberg     | Williams-Honda FW10        |                            | Michele Alboreto |
| 9. GP 4. srpen     | Německo Nürburgring (Výsledky)              |        | Závod            | Michele Alboreto           | Ferrari 156/85             | Michele Alboreto |
| 9. GP 4. srpen     | Německo Nürburgring (Výsledky)              | Kolo   | Niki Lauda       | McLaren-TAG Porsche MP4/2B |                            | Michele Alboreto |
| 9. GP 4. srpen     | Německo Nürburgring (Výsledky)              | Pole   | Teo Fabi         | Toleman-Hart TG185         |                            | Michele Alboreto |
| 10. GP 18. srpen   | Rakousko Osterreichring (Výsledky)          |        | Závod            | Alain Prost                | McLaren-TAG Porsche MP4/2B | Alain Prost      |
| 10. GP 18. srpen   | Rakousko Osterreichring (Výsledky)          | Kolo   | Alain Prost      | McLaren-TAG Porsche MP4/2B |                            | Alain Prost      |
| 10. GP 18. srpen   | Rakousko Osterreichring (Výsledky)          | Pole   | Alain Prost      | McLaren-TAG Porsche MP4/2B |                            | Alain Prost      |
| 11. GP 25. srpen   | Nizozemsko Zandvoort (Výsledky)             |        | Závod            | Niki Lauda                 | McLaren-TAG Porsche MP4/2B | Alain Prost      |
| 11. GP 25. srpen   | Nizozemsko Zandvoort (Výsledky)             | Kolo   | Alain Prost      | McLaren-TAG Porsche MP4/2B |                            | Alain Prost      |
| 11. GP 25. srpen   | Nizozemsko Zandvoort (Výsledky)             | Pole   | Nelson Piquet    | Brabham-BMW BT54           |                            | Alain Prost      |
| 12. GP 8. září     | Itálie Monza (Výsledky)                     |        | Závod            | Alain Prost                | McLaren-TAG Porsche MP4/2B | Alain Prost      |
| 12. GP 8. září     | Itálie Monza (Výsledky)                     | Kolo   | Alain Prost      | McLaren-TAG Porsche MP4/2B |                            | Alain Prost      |
| 12. GP 8. září     | Itálie Monza (Výsledky)                     | Pole   | Alain Prost      | McLaren-TAG Porsche MP4/2B |                            | Alain Prost      |
| 13. GP 15. září    | Belgie Spa-Francorchamps (Výsledky)         |        | Závod            | Ayrton Senna               | Lotus-Renault 97T          | Alain Prost      |
| 13. GP 15. září    | Belgie Spa-Francorchamps (Výsledky)         | Kolo   | Alain Prost      | McLaren-TAG Porsche MP4/2B |                            | Alain Prost      |
| 13. GP 15. září    | Belgie Spa-Francorchamps (Výsledky)         | Pole   | Alain Prost      | McLaren-TAG Porsche MP4/2B |                            | Alain Prost      |
| 14. GP 6. říjen    | Evropa Brands Hatch (Výsledky)              |        | Závod            | Niki Lauda                 | McLaren-TAG Porsche MP4/2B | Alain Prost      |
| 14. GP 6. říjen    | Evropa Brands Hatch (Výsledky)              | Kolo   | Niki Lauda       | McLaren-TAG Porsche MP4/2B |                            | Alain Prost      |
| 14. GP 6. říjen    | Evropa Brands Hatch (Výsledky)              | Pole   | Nelson Piquet    | Brabham-BMW BT54           |                            | Alain Prost      |
| 15. GP 19. říjen   | Jihoafrická republika Kyalami (Výsledky)    |        | Závod            | Nigel Mansell              | Williams-Honda FW10        | Alain Prost      |
| 15. GP 19. říjen   | Jihoafrická republika Kyalami (Výsledky)    | Kolo   | Keke Rosberg     | Williams-Honda FW10        |                            | Alain Prost      |
| 15. GP 19. říjen   | Jihoafrická republika Kyalami (Výsledky)    | Pole   | Nigel Mansell    | Williams-Honda FW10        |                            | Alain Prost      |
| 16. GP 3. listopad | Austrálie Adelaide (Výsledky)               |        | Závod            | Keke Rosberg               | Williams-Honda FW10        | Alain Prost      |
| 16. GP 3. listopad | Austrálie Adelaide (Výsledky)               | Kolo   | Keke Rosberg     | Williams-Honda FW10        |                            | Alain Prost      |
| 16. GP 3. listopad | Austrálie Adelaide (Výsledky)               | Pole   | Ayrton Senna     | Lotus-Renault 97T          |                            | Alain Prost      |

## Konečné hodnocení Mistrovství Světa

### Jezdci
1. Alain Prost McLaren 73
2. Michele Alboreto Ferrari 53
3. Keke Rosberg Williams 40
4. Ayrton Senna Lotus 38
5. Elio de Angelis Lotus 33
6. Nigel Mansell Williams 31
7. Stefan Johansson Ferrari 26
8. Nelson Piquet Brabham 21
9. Jacques Laffite Ligier 16
10. Niki Lauda McLaren 14
11. Patrick Tambay Renault 11
12. Thierry Boutsen Arrows 11
13. Marc Surer Brabham 5
14. Derek Warwick Renault 5
15. Stefan Bellof Tyrrell 4
16. Philippe Streiff Ligier 4
17. Rene Arnoux Ferrari 3
18. Andrea De Cesaris Ligier 3
19. Gerhard Berger Arrows 3
20. Ivan Capelli Tyrrell 3

### Vozy
1. McLaren 90
2. Ferrari 82
3. Lotus 71
4. Williams 71
5. Brabham 26
6. Ligier 23
7. Renault 16
8. Arrows 14
9. Tyrrell 7

### Národy
1. Francie 107
2. Itálie 92
3. Brazílie 59
4. Finsko 40
5. Velká Británie 36
6. Švédsko 26
7. Rakousko 17
8. Belgie 11
9. Švýcarsko 5
10. Německo 4